# Dante Lovaglio
Dante Armando Lovaglio (Cafayate, 1911-21 de junio de 2000) fue un político y empresario argentino, que ocupó el cargo de Interventor federal de la provincia de Salta entre febrero y marzo de 1976. Había sido elegido Gobernador de Salta en 1962, aunque las elecciones fueron anuladas por el golpe de Estado de 1962, impidiéndole asumir el cargo.
Perteneció a una importante familia salteña, dueña de viñedos en Cafayate. Siendo electo Diputado provincial por aquel distrito, alcanzó la presidencia de la cámara.
Fue elegido gobernador por el Partido Laborista Nacional, debido a la imposibilidad del justicialismo de postularse abiertamente tras la proscripción, junto con Olivio Ríos. El presidente Arturo Frondizi anuló la elección, del mismo modo que en todos los distritos donde triunfaron fuerzas contrarias a la UCRI. En la nueva elección como gobernador fue elegido Ricardo J. Durand, y gracias a una alianza con la UCRP, logró ser electo Senador nacional.
El interventor federal Ferdinando Pedrini lo designó Ministro de Economía provincial, haciéndose cargo de la intervención en febrero de 1976 hasta la designación de René Orsi por María Estela Martínez de Perón en marzo de ese año.